# ホピ語
ホピ語（Hopi）は、米国アリゾナ州北東部のホピ族が話す、ユト・アステカ語族の一言語。今日のホピ族はほぼ英語しか話さなくなっている。
この言語の使用は20世紀にかけて徐々に減退した。1990年には、およそ5,000人以上の部族外の人がホピ語をネイティブとして話すことができ、そのうち少なくとも40人は単一のホピ語使用者であった。
比較的わずかな人々しかホピ語を話すことができないという事実にもかかわらず、言語の消滅という近い将来の危険に直面することは、言語が復活をしていることでほぼなくなった。多くの子供がホピ語で育てられており、包括的なホピ語・英語辞書が発行され、ホピ・リテラシー・プロジェクトというグループは、映画『コヤニスカッツィ』とその続編でのホピ語の使用などのように、この言語の促進に注意を集中してきた。